# Musée-réserve de Kiji
Le musée-réserve de Kiji, en russe Музей-заповедник, est un musée en plein air historique, architectural et ethnographique d'État situé dans la république de Carélie de la fédération de Russie.
Le musée porte le nom de l'île de Kiji, où se trouve la partie principale du musée. Des objets du musée se trouvent également à Petrozavodsk et dans un certain nombre de localités du raïon de Medvejegorsk.

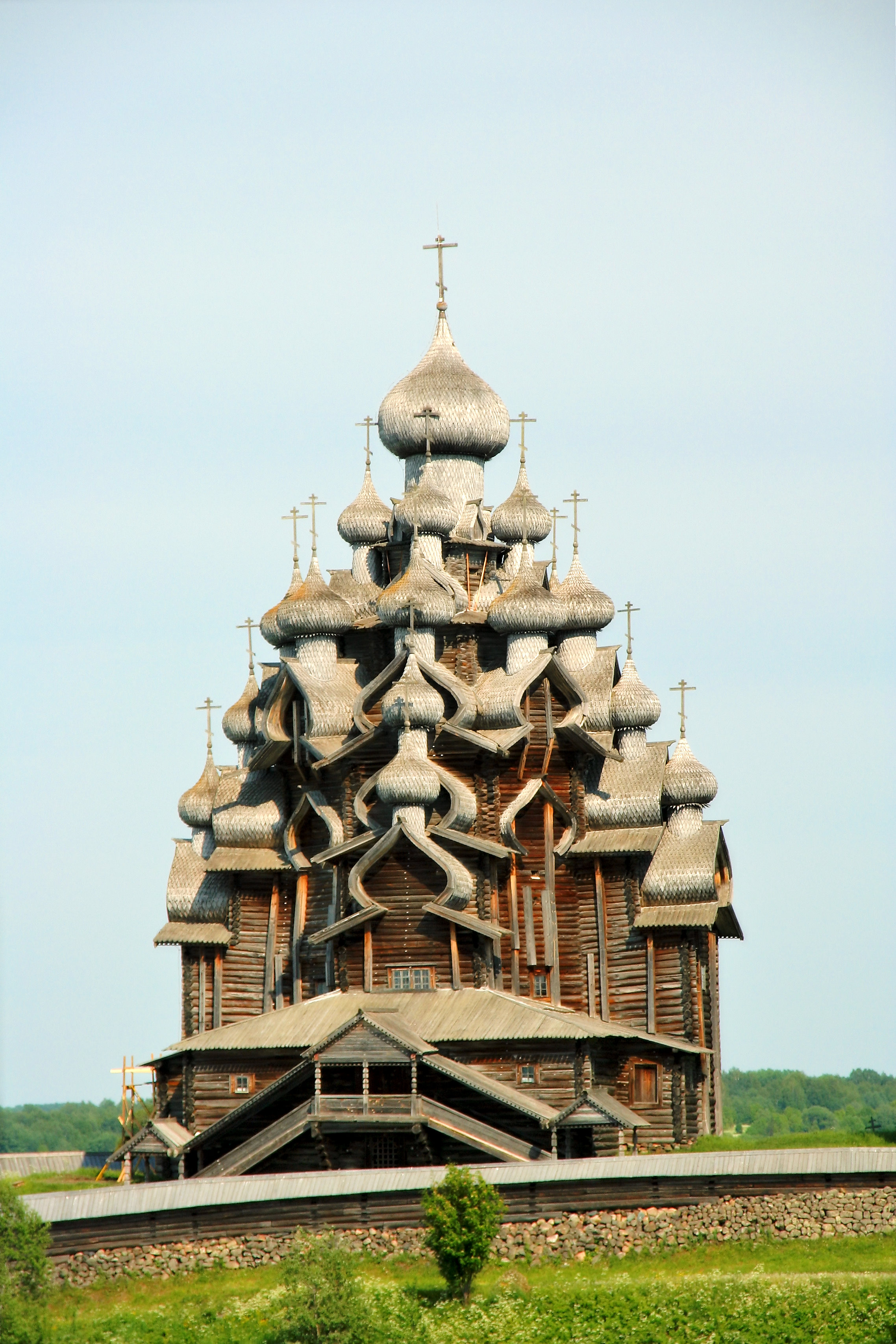
Église de la Transfiguration (ru).
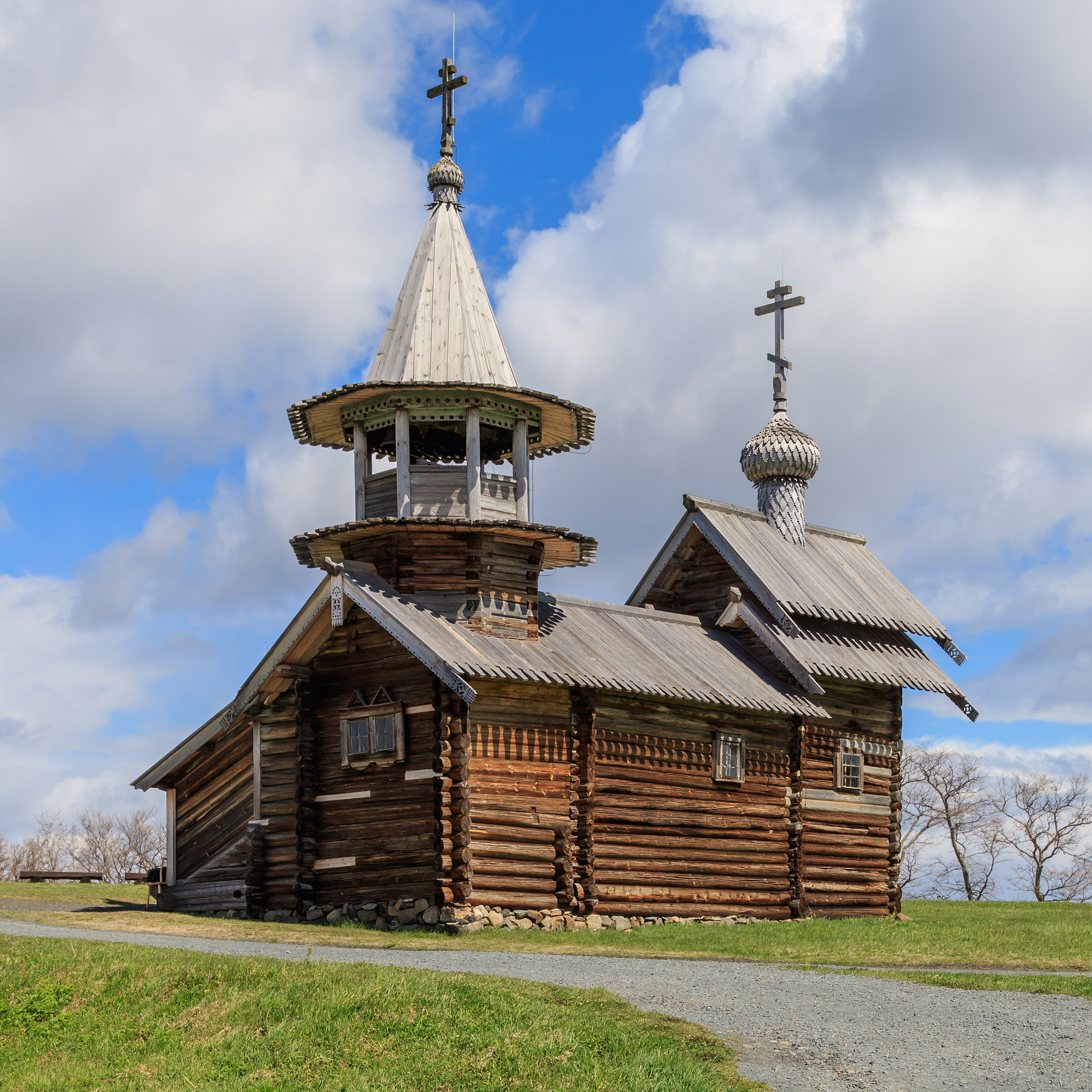
Chapelle de l'archange Michel.
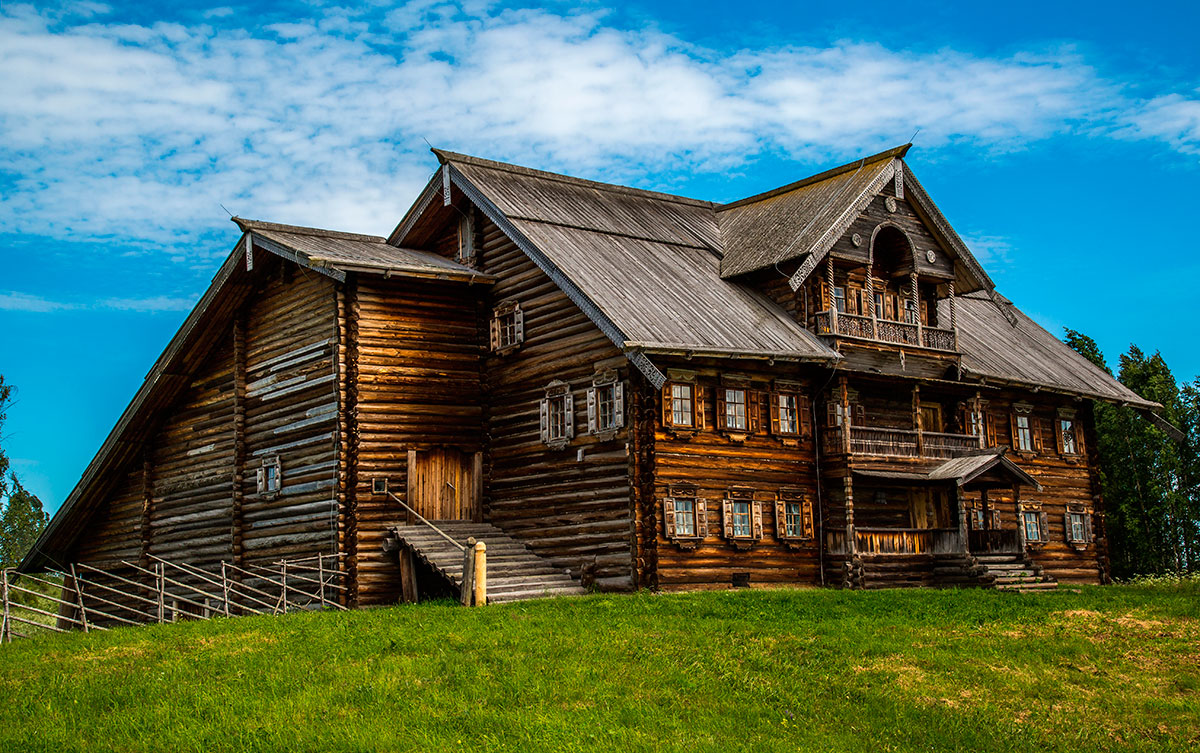
Maison Sergin.
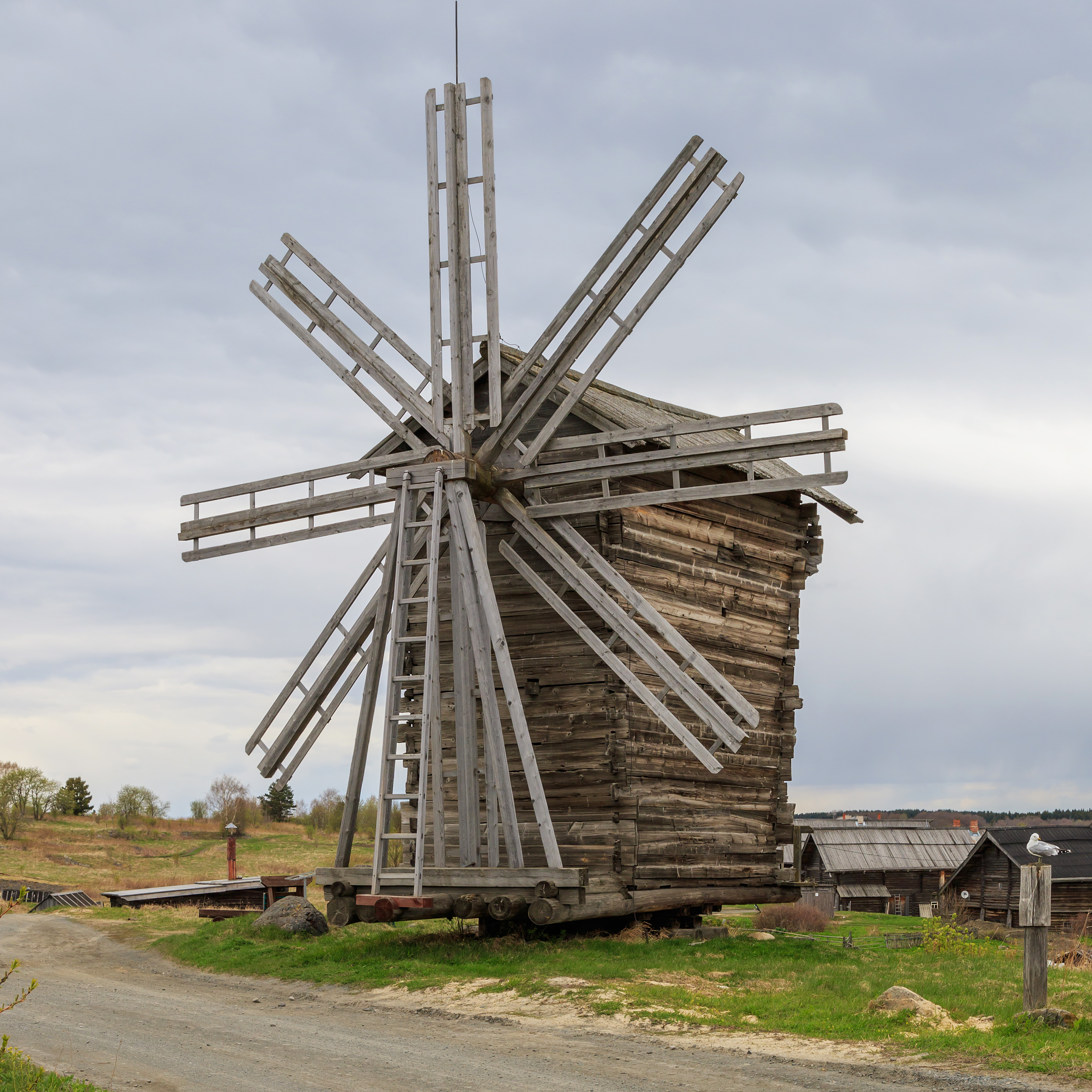
Moulin de Voroniy Ostrov.
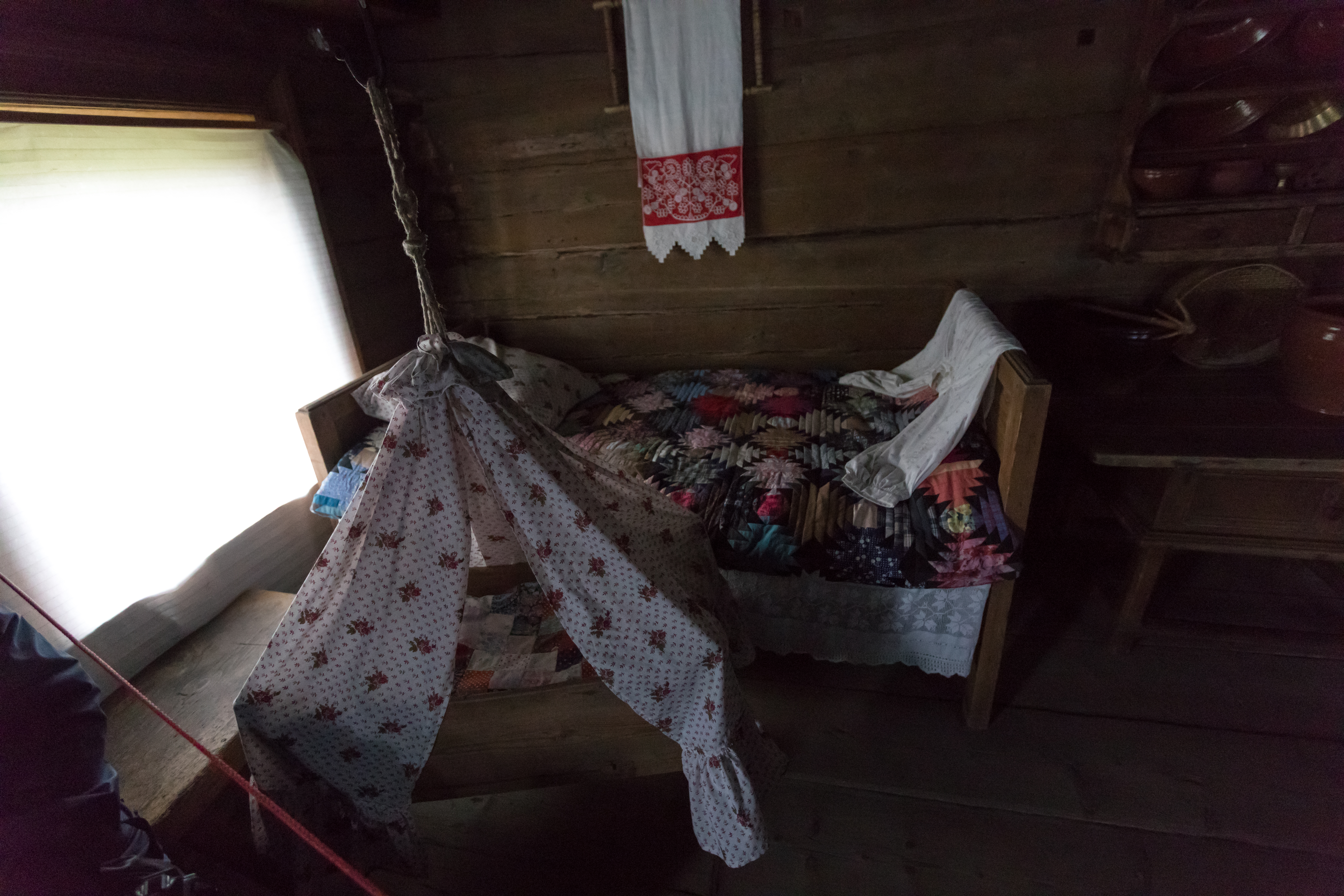
Lit et berceau suspendu dans la maison d'Ochevnev.